# Garnata. Historia y Actualidad
Garnata. Historia y Actualidad, también conocida como Revista Garnata, fue una revista de divulgación de la historia y la cultura de Granada que contó con veinte números. El primero apareció en mayo de 2010 y el último en julio de 2012. Incluyó columnas de opinión, entrevistas, artículos, reportajes y dosieres centrados en la ciudad y provincia de Granada.  

## Creación
Nació en 2010, vinculada a la Tertulia del Salón y a la Tertulia histórica de la Mariana. Presentada en el Parque de las Ciencias de Granada; Rosa Villacastín fue la invitada de honor. El acto fue conducido por Carolina Murcia López y participaron la cantante de jazz Celia Mur y el músico Kiko Aguado, así como numerosos recreacionistas históricos de la Asociación Battle Honours. Asistieron representantes de la política local y andaluza, del periodismo, del arte y de la cultura granadina, entre otros Jesús Conde Ayala, Miguel Rodríguez-Acosta, Curro Albaicín, Esteban de las Heras, Ernesto Páramo, Luis Salvador, José Miguel Castillo Higueras, Vicente González Barberán.

## Personal
Director: Melchor Saiz-Pardo. Consejero delegado: César Girón. Gerente: Manuel Juan García Corral. Consejo editorial: Francisco Javier Martínez Medina, Emilio Atienza, Antonio Claret García y Manuel Sola. Subdirectora: Ana Morilla Palacios. Jefe de redacción: Jaime Vázquez Allegue. Ayudante de redacción: Rubén D. Pereira Gómez. Fotógrafo: José Rodríguez Ruiz de Almodóvar. Diseño y maquetación: Manuel Pérez López. Maquetación: David Montero Valdivieso. El número 20 fue diseñado por Yasmina Jiménez.
Colaboradores: Álvaro Calleja, Luis Arronte, Lorena Moreno, Eduardo Tébar, Matías Ochoa, Ana C. Fuentes, José María Castillo Sánchez, Nicolás María López Calera, Remedios Sánchez, Andrés Cárdenas, Gregorio Morales Villena, Antonio Mesamadero, Juan Alfredo Bellón, José Luis Kastiyo, Jesús Lens, Carolina Murcia,  Jesús Sorroche, Gustavo Gómez Gozalo, Elena García, Antonio-Bernardo Espinosa Ramírez, Celia Correa,  Carolina Molina, Antonio Callejón, Israel Corral Jurado, Miguel Caballero, José Luis Muñoz, Silbia López de Lacalle, Matilde Fernández, Lourdes López, Francisco Álvarez, Miguel Arnas Coronado, José Luis Gärtner, José Antonio López Nevot, Manuel E. Orozco, Leonardo Villena, Marisa Fernández Padial, Carmen Toledano, Elena García de Paredes, Ana Gámez Tapias, Miguel González Moreno, Miguel Escamilla Castillo, José Manuel Fernández, José Antonio Lorente, María José García Larios, Bienvenido Martínez Navarro, Paul Palmqvist, María Patrocinio Espigares, Sergio Ros-Montoya, Eudald Carbonell, Robert Sala Ramos, César Viseras, Oriol Oms, Josep María Parés, Mathieu Duval, Jordi Agustí, Hugues A. Blain, Juan Manuel López-García, Isidro Toro, Robert Sala, etc.

## Los cien líderes de la Granada del siglo XXI
Garnata. Historia y Actualidad realizó una consulta a los granadinos destinada a elegir "los cien líderes de la Granada del siglo XXI". Los nombres más votados por los lectores recibieron un diploma diseño de Jesús Conde Ayala y una medalla diseñada por Ramiro Megías. La ceremonia de entrega tuvo lugar en el Auditorio Manuel de Falla de Granada el 16 de mayo de 2011, coincidiendo con el primer aniversario de la revista. El lema del acto fue "Yo nací en la tierra de los gigantes" creado por José Luis Gärtner, que también dirigió con su compañía teatral, Cabeza de Perro, una pieza dramática breve, Pregunta sin respuesta interpretada en la ceremonia. Presentó el acto Carolina Murcia e intervinieron Melchor Saiz-Pardo, César Girón y Ana Morilla. En nombre de los premiados habló el científico José Antonio Lorente Acosta y la delegada del gobierno andaluz, María José Sánchez Rubio. El alcalde de Granada José Torres Hurtado cerró el acto. Fueron padrinos Miguel Rodríguez Acosta, Rafael Guillén, Tico Medina, José María Castillo Sánchez, Mariluz Escribano, Curro Albaicín, Francisco Javier Martínez Medina, José Luis Kastiyo, Miguel Rivas Montero y José Miguel Castillo Higueras.
Entre los premiados: el poeta Luis García Montero, el novelista Miguel Arnas, el escritor Gregorio Morales, el novelista José Luis Muñoz, el escritor Ángel Olgoso, el poeta Fernando de Villena, el presidente de la Academia de Buenas Letras Antonio Sánchez Trigueros, el director de Ideal Eduardo Peralta, la directora de Granada Hoy Magdalena Trillo, el periodista Andrés Cárdenas, el periodista Juan Andrés Rejón, el fotógrafo Fernando Bayona, el pintor Jesús Conde, el pintor Juan Vida, el escultor Ramiro Megías, el escultor Agustín Ruiz de Almodóvar, el médico humanista Blas Gil Extremera, el presidente de Granada Histórica César Girón, el director teatral Emilio Goyanes, la directora teatral Sara Molina, el cineasta José Sánchez Montes, la artista Marina Heredia, la artista Estrella Morente, el artista Juan Pinilla, el artista José Ignacio Lapido, la artista Celia Mur, el juez Emilio Calatayud, el historiador del Derecho José Antonio López Nevot, el civilista Guillermo Orozco, la magistrada Inmaculada Montalbán, la pedagoga Remedios Sánchez García, la impulsora de "Mujeres por Granada" Remedios Murillo, la activista Kim Pérez, la arqueóloga Margarita Orfila Pons, el antropólogo forense Miguel Botella, la astrofísica Matilde Fernández, la gerente del Archivo Manuel de Falla, Elena García de Paredes, la presidenta de la Fundación Federico García Lorca, Laura García Lorca, la empresaria Ángeles Orantes-Zurita, etc.

## La Semana Internacional del Crimen (SIC 2010)
Del 26 al 30 de julio de 2010 la revista Garnata participó en la I Semana Internacional del Crimen, dirigida por Melchor Saiz-Pardo, César Girón y Gregorio Morales. La idea nació tras la publicación de Bloody Mary: relatos de Crimen (Granada, Editorial El Defensor, 2010) escrito por miembros de la Tertulia del Salón: Gregorio Morales, José Luis Muñoz, Fernando de Villena, José Vicente Pascual, César Girón, Rosa María Nadal, Miguel Arnas Coronado, Celia Correa, José Antonio López Nevot, Pilar Redondo Pacheco, José Luis Gärtnet, Rosario P. Blanco, Ana Morilla (que coordinaba el mismo), Alberto Granados, Carolina Murcia y Ángel Olgoso. En el Centro Mediterráneo de la Universidad de Granada se desarrolló el curso La realidad histórica del crimen dirigido por Melchor Saiz-Pardo, César Girón y Gregorio Morales, donde participaron juristas, forenses, periodistas y escritores: Eduardo Torres Dulce, Jesús García Calderón, José María Rosales de Angulo, José Antonio Ortiz Mallol, Baldomero Oliver León, Miguel Pasquau Liñao, Joaquín María Barrón Tous, Fernando Bertrán, Miguel Botella, Federico Zurita, Lorenzo Morillas, Raquel Venegas, Jaime Vázquez, Emilio Atienza, José Luis Muñoz, Alfredo Suárez Vicente, Eduardo Peralta, Celia Correa, Miguel Arnas y Ana Morilla Palacios. El cierre fue El crimen de Las Titas, obra de Gregorio Morales,  dirigida por Eva Velázquez y representada en el restaurante del mismo nombre, en el Paseo del Salón. El público debía descubrir al culpable. Actuaron Eva Velázquez, Celia Correa, José Luis Muñoz, Miguel Arnas, Amalia de Toca y Rubén D. Pereira. 